# Pierre Almató
Pierre Almató  (Sant Feliu Sasserra, 1er novembre 1830 - Hải Dương, 1er novembre 1861) est un dominicain missionnaire catalan mort martyr au Tonkin et reconnu saint par l'Église catholique.

## Biographie
Pierre Almató naît le 1er novembre 1830 à Sant Feliu Sasserra dans une famille aisée. Il étudie les sciences humaines au séminaire de Vic. Sur les conseils de saint Antoine-Marie Claret il entre dans l'ordre des Prêcheurs au couvent d'Ocaña (es), c'est en effet un des rares couvents qui n'ont pas été supprimés par le désamortissement espagnol car il est destiné aux missions d'Asie. Pierre prend l'habit le 25 septembre 1847 et commence son noviciat ; il fait profession religieuse le 26 septembre 1848. Il poursuit ses études dans le même couvent pendant quatre ans. Poussé par sa vocation missionnaire, il demande à être envoyé en Extrême-Orient alors qu'il est encore diacre et étudiant en première année de théologie. Il embarque pour Manille en septembre 1852 où il reste jusqu'à la fin de ses études et son ordination le 17 décembre 1853.
Il reste encore deux ans à étudier la théologie et le vietnamien puis ses supérieurs le nomment aux missions du Tonkin. Il part le 11 janvier 1855 en passant par Hong Kong puis Macao ; il arrive à destination en 1855 et commence sa mission d'évangélisation mais la persécution contre les chrétiens s'intensifie en 1857. Il est arrêté le 25 octobre 1861 avec Jérôme Hermosilla et Valentin Berrio Ochoa et conduit dans les prisons de Hải Dương. Même là, ils continuent de prêcher l'Évangile. Ils sont gardés dans de petites cages à l'intérieur desquelles ils sont martyrisés. Condamnés à mort, ils sont décapités le 1er novembre 1861.

## Culte

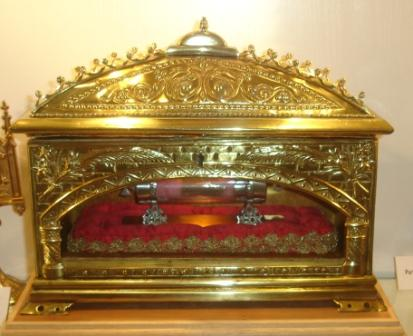
Châsse du saint dans l'église de San Felíu Saserra

Pierre Almató est béatifié le 20 mai 1906 par Pie X et canonisé par Jean-Paul II le 19 juin 1988. Les restes sont envoyés à Vic en mai 1888 et déposés dans l'église des dominicaines de l'Annonciation mais ils sont profanés lors de la guerre civile. Une petite partie qui a été sauvée est maintenant dans l'église de San Felíu Saserra.